# Pseudocophora nicobarica
Pseudocophora nicobarica es una especie de insecto coleóptero de la familia Chrysomelidae.

## Distribución geográfica
Habita en las islas Nicobar (India).